# Patricia Martínez
Patricia Martinez (Cidade do México) é uma atriz e dubladora mexicana. Ela é irmã da também atriz e comediante Isabel Martínez.

## Telenovelas
- La jefa del campeón (2018) ... Malena Rosas Male
- Despertar contigo (2016) .... Irma
- Quiero amarte (2014) .... Chelo
- De que te quiero, te quiero (2013) .... Generala
- Amorcito corazón (2011) .... Eulalia "Lala" Hernández vda. de Pinzón
- Llena de amor (2010) .... Gladiola Cervantes
- Querida enemiga (2008) .... María Eugenia "Maruja" Martínez de Armendariz
- Tormenta en el paraíso (2007) .... Donata
- Duelo de pasiones (2006) .... Malena
- Alborada (2005) .... Carmela de Alvarado
- Sueños y caramelos (2005) .... Ángela
- Rebelde (2004) .... Luisa López de Méndez
- Amar otra vez (2003) .... Capitana Marta Quintanilla
- Amor real (2003) .... Camelia de Corona
- Niña amada mía (2003) .... Trinidad "Trini" Osuna
- Así son ellas (2002) .... Caridad
- Cómplices al rescate (2002) .... María Contreras
- Atrévete a olvidarme (2001) .... Refugio
- Primer amor... a mil por hora (2000-2001) .... Bernarda
- Locura de Amor (2000) .... Belén Gómez
- Por tu amor (1999) .... Josefina
- Camila (1998) .... Rosario "Chayo" Juárez
- Rencor apasionado (1998) .... Flor Jiménez
- María Isabel (1997) .... Matilde
- Mi querida Isabel (1996) .... Amanda
- María la del barrio (1995) .... Romelia Aguado
- Prisionera de amor (1994) .... Eufemia
- Volver a empezar (1994) .... Ágata
- Los parientes pobres (1993) .... Rosa
- Amor de nadie (1990) .... Zenaida
- Amor en silencio (1988) .... Olga
- Rosa salvaje (1987) .... La Siempre Viva

## Séries de TV
- La rosa de Guadalupe (2013)
- Como dice el dicho (2012-2016)
- Mujeres asesinas  (2009) Capítulo "Laura, confundida" / Claudia (Madre de Laura)
- Vecinos (2008)

## Dublagens
Anime
- Heidi (1974).... Aldeana

Series animadas
- SilverHawks (1986).... Acerina
- Superamigos.... Mulher Maravilla
- Thundarr the Barbarian (segunda temporada).... Ariel

Filmes animados
- Toy Story 3 (2010).... Pulpi
- Leroy y Stitch (2006).... Gran Concejal
- Stitch! The Movie (2003).... Gran Concejal
- Lilo & Stitch (2002).... Gran Concejal

Filmes
Jamie Lee Curtis
- ¿Otra vez tú? (2010).... Gail
- Beverly Hills Chihuahua (2008).... Tía Viv
- Sexta-feira muito louca (2003).... Tess Coleman

Geena Davis
- Stuart Little 2 (2002).... Eleanor Little
- Stuart Little (1999).... Eleanor Little

Anjelica Huston
- Família Addams II (1993).... Morticia Adams
- Família Adams (1991).... Morticia Adams

Outros
- Inspector Gadget 2 (2003).... Alcaldesa Wilson (Sigrid Thornton)
- Tontos, tontos y retontos (2003).... Mamá de Harry (Mimi Rogers)
- 13 Fantasmas (2001).... Maggie (Rah Digga)
- Erin Brockovich (2000).... Donna Jensen (Marg Helgenberg)
- Huracán (1999).... Lisa Peters (Deborah Kara Unger)
- Beleza americana (1999).... Carolyn Burnham (Annette Bening)
- ¿Y dónde está el policía? 33 1/3 (1994).... Jane Drebin (Priscilla Presley)
- Mudança de Hábito (1992).... Deloris Van Cartier/Hermana Mary Clarence (Whoopi Goldberg)
- Ben-Hur (1959).... Esther (Haya Harareet)